# Dogondoutchi (Departement)
Dogondoutchi ist ein Departement in der Region Dosso in Niger.

## Geographie
Das Departement liegt im Südwesten des Landes und grenzt an Nigeria. Es besteht aus der Stadtgemeinde Dogondoutchi und den Landgemeinden Dan-Kassari, Dogonkiria, Kiéché, Matankari und Soucoucoutane. Der namensgebende Hauptort des Departements ist Dogondoutchi.

## Geschichte
Das Departement Dogondoutchi gehörte zur historischen Region Aréoua, die 1899 an Frankreich fiel. Die französische Kolonialverwaltung richtete 1922 eine subdivision von Dogondoutchi ein, die zum Kreis (cercle) von Dosso gehörte. Nach der Unabhängigkeit Nigers im Jahr 1960 wurde das Staatsgebiet in 32 Bezirke (circonscriptions) aufgeteilt. Einer davon war der Bezirk Dogondoutchi. 1964 gliederte eine Verwaltungsreform Niger in sieben Departements, die Vorgänger der späteren Regionen, und 32 Arrondissements, die Vorgänger der späteren Departements. Im Zuge dessen wurde der Bezirk Dogondoutchi in das Arrondissement Dogondoutchi umgewandelt.
Im Jahr 1998 wurden die bisherigen Arrondissements Nigers in Departements umgewandelt, an deren Spitze jeweils ein vom Ministerrat ernannter Präfekt steht. Die Gliederung des Departements in Gemeinden besteht seit dem Jahr 2002. Zuvor bestand es aus dem städtischen Zentrum Dogondoutchi und den Kantonen Dogondoutchi, Takassaba/Guéchémé und Tibiri. 2011 wurde Tibiri als eigenes Departement aus dem Departement Dogondoutchi herausgelöst.

## Bevölkerung

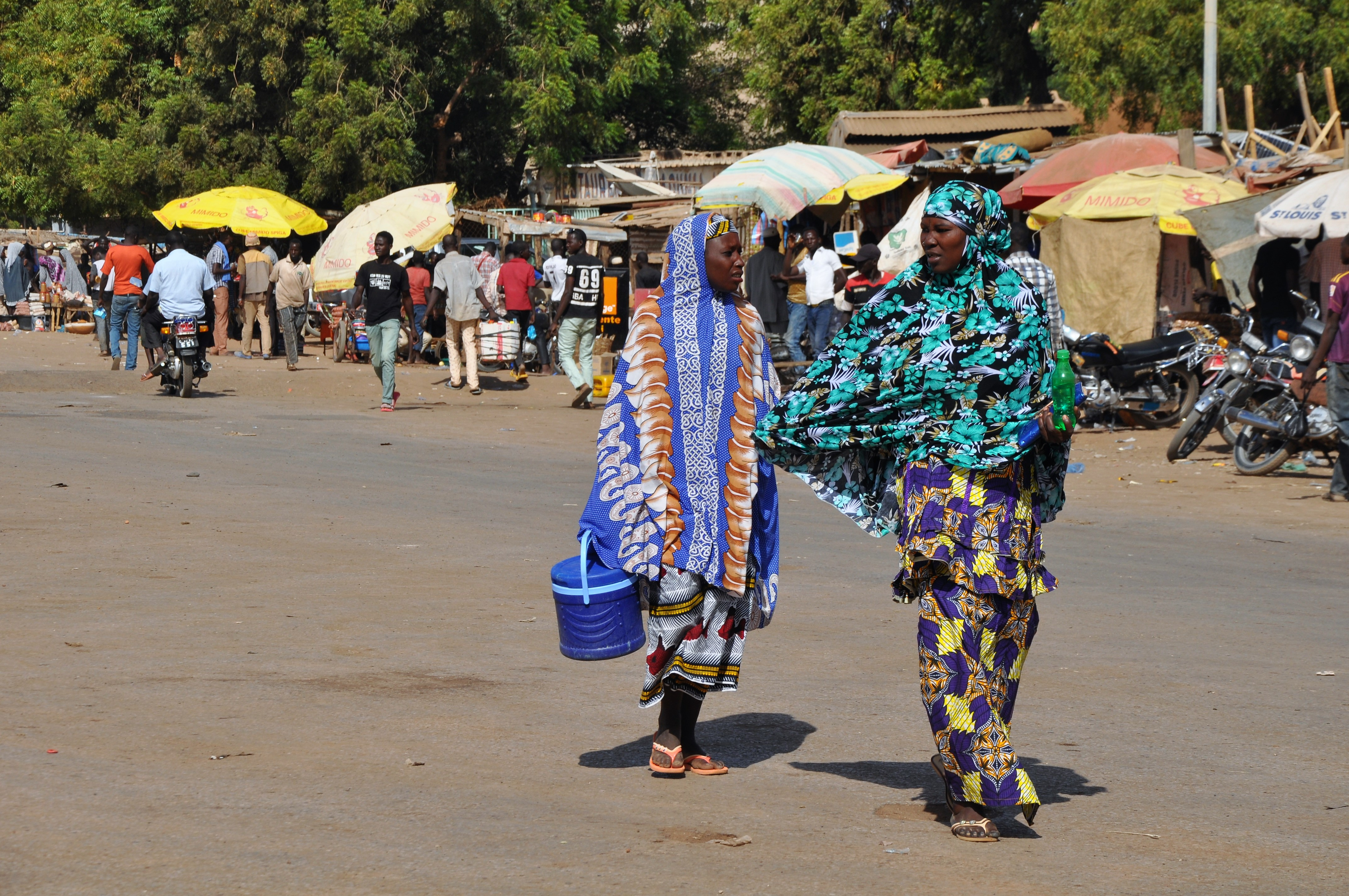
Straßenszene in der Stadtgemeinde Dogondoutchi (2018)

Das Departement Dogondoutchi hat gemäß der Volkszählung 2012 372.473 Einwohner. Bei der Volkszählung 2001, vor der Herauslösung von Tibiri, waren es 494.354 Einwohner, bei der Volkszählung 1988 313.743 Einwohner und bei der Volkszählung 1977 216.624 Einwohner.

## Verwaltung
An der Spitze des Departements steht ein Präfekt (französisch: préfet), der vom Ministerrat auf Vorschlag des Innenministers ernannt wird.
| Amtszeit                     | Name                                   |
| ---------------------------- | -------------------------------------- |
| …                            |                                        |
| 15. Apr. 2010 – 3. Jun. 2011 | Chaibou Algoumarett                    |
| 3. Jun. 2011 – 29. Jul. 2016 | Rhissa Ahmadou (alias Rhissa Ahmoudou) |
| 29. Jul. 2016 – 9. Okt. 2018 | Hamidou Diaouga                        |
| 9. Okt. 2018 – 8. Nov. 2021  | Mounkaïla Sorka                        |
| 8. Nov. 2021 – 7. Apr. 2022  | Adamou Ladi Nouhou                     |
| 7. Apr. 2022 – 24. Aug. 2023 | Moussa Idi                             |
| seit 24. Aug. 2023           | Yaou Ada                               |